# Daniel de Bedarrides

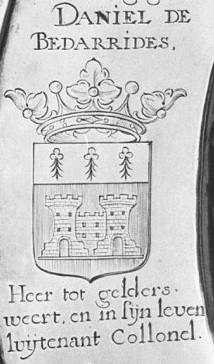
Luitenant-kolonel Daniel de Bedarrides, heer tot Geldersweert

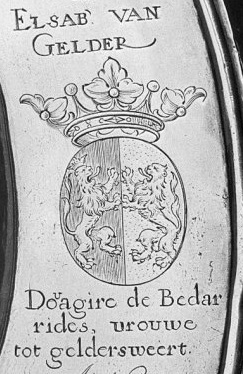
Elsabe van Gelder, vrouwe tot Geldersweert

Daniel de Bedarrides, heer van Geldersweert, (voor 1632 – Orange, 1671), hugenoot en luitenant-kolonel in Staatse dienst, garnizoenscommandant te Rhenen.

## Familie
Bedarrides was een zoon van Gabriel de Bédarrides († 1610), kapitein in het vorstendom Orange (1572), consul (1579, 1594) en Marie d'Eyssac († 1626).
Bedarrides was geboren in Orange en vluchtte in het begin van de 17e eeuw als hugenoot naar de Nederlanden. Hij trouwde met Judith van Gelder, vrouwe van Geldersweert, dochter van Adolf van Gelder (1550-1619) en Maria van Batenborch. Na het overlijden van Judith, hertrouwde hij te Deventer op 3 mei 1632 met haar jongere zuster Elisabeth (Elsabé) van Gelder (1610-1678).
Uit het tweede huwelijk werden de volgende kinderen geboren:
- Gabriel de Bedarides, kapitein
- Judith de Bedarides
- Elisabeth de Bedarides
- Maria de Bedarides († 1705), leenman van het Ingensche veer van ± 1665 tot 1703; trouwde met Bonaventura Bodeck zu Ellgau († 1679), zoon van Johann Melchior von Bodeck zu Ellgau, heer van Wintersheim (1590-1659) en Hadewich van Brakell († 1659), hertrouwde met Joost van Goltstein, heer van Hoekenburg († 1682), zoon van Willem van Goltstein (1590-1662) en Johanna de Ruyter
- Helena Margaretha de Bedarides, vrouwe van Geldersweert († 1695); trouwde met Ernst van Lawick, heer van Lakenburg († 1673), zoon van Johan van Lawick (1595- †), kapitein en Elisabeth Judith van Middachten († 1672), hertrouwde met Georg Wilhelm Roth
- Catharina Florentina de Bedarides, vrouwe van Geldersweert (1642-1726); trouwde met Arent Sloet, heer van Boekelo en Warmelo (1642–1687), kapitein der infanterie, zoon van Timon Sloet, heer van Boekelo (1613-1680), vaandrig 1637, kapitein luitenant onder de graaf van Solms 1662 en sergeant-majoor en commandant op kasteel Hollandia op Banda 1663 en Aleid van Rouwenoort († 1664).
- Carel de Bedarides, heer van Geldersweert († 1686)[bron?] kerkvoogd te Ingen
- Johanna Charlotte de Bedarides

## Loopbaan
Bedarrides werd bij zijn huwelijk in 1632 omschreven als luitenant, in 1636 had hij zich inmiddels opgewerkt tot kapitein. Van 1651 tot 1658 was Bedarrides ouderling van de gereformeerde gemeente te Ingen. Als afgevaardigde was hij aanwezig bij de Gelderse Synode te Zutphen in het jaar 1651. In 1671 was hij luitenant-kolonel in welke rang hij enige jaren als garnizoenscommandant te Rhenen optrad.
In 1646 verzocht Bedarrides vanwege zijn huwelijk met een vrouw van oude Gelderse adel, overschrijving in de ridderschap van het kwartier van Nijmegen. Het Het antwoord luide: "Om der consequentie wil kan de Landschap dit verzoek niet toestaan". Hij werd niet in de ridderschap opgenomen, omdat hij in actieve dienst was, vreemdeling was en niet acht adellijke kwartieren kon tonen.
Op 8 juni 1666 werd Louis de Bédarrides, de broer van Daniel, erkend in de adel door een decreet van het parlement van het prinsdom Oranje. Bij het huwelijk van Catharina Florentina de Bedarrides in Diepenheim op 28 november 1668, met Arent Sloet, werd een kopie hiervan ter bewijsvoering gebruikt om de adellijke afkomst aan te tonen. De kopie bevindt zich nog steeds in het archief van de familie Sloet.

## Trivia
- Een familielid 'Sieur De Bedarides' was in 1660 commandant van het kasteel van de stad Orange, tijdens de bezetting van Lodewijk XIV. In 1665 kreeg hij de opdracht om het kasteel met zijn soldaten te verlaten.
- Zijn kleinzoon Pierre de Bedarides was in 1733 garnizoenscommandant te Rhenen en later generaal-majoor van het Staatse regiment-Van Dedem.
- Elisabeth van Gelder was een kleindochter van een bastaardzoon van Karel van Gelre, genaamd van Egmont, hertog van Gelre en graaf van Zutphen. Het huis Geldersweert werd door hem in 1538 aan zijn bastaardzoon geschonken.